# Timbiras
Timbiras, amtlich portugiesisch Município de Timbiras, ist eine Gemeinde im Bundesstaat Maranhão in Brasilien. Im Volkszählungsjahr 2010 lebten hier 27.997 Timbirenser. Die Bevölkerungszahl wurde zum 1. Juli 2020 auf 29.183 Einwohner geschätzt, die auf einer Gemeindefläche von rund 1486,6 km² leben. Die Bevölkerungsdichte liegt rechnerisch bei 18,8 Personen pro km², jedoch konzentrieren sich über 60 % auf den urbanen Hauptort. Die Gemeinde steht an 56. Stelle der 217 Munizips des Bundesstaates. Die Hauptstadt São Luís ist 316 km entfernt.
Sie bildet mit fünf weiteren Gemeinden die Planungsregion Região de Planejamento dos Timbiras.

## Geographie
Timbiras liegt im Nordosten Brasiliens im Zentrum des Bundesstaates Maranhão. Der Rio Itapecuru durchfließt die Stadt in einem weiten Bogen. 
Umliegende Gemeinden sind Codó, Coroatá, Vargem Grande und Chapadinha. 

### Klima
Das Klima ist tropisch Aw. Die Regenzeit beginnt im Dezember und dauert bis Mai, die Trockenzeit von Juli bis November. Die Jahresmitteltemperatur beträgt 27,4  Grad Celsius, die jährliche Niederschlagsmenge liegt bei 1524 mm.

### Vegetation
Das Biom ist der brasilianische Cerrado. Die üppige tropische Vegetation wird bestimmt von verschiedensten Palmensorten wie Babassu-, Tucúm- und Carnaubapalme.

## Geschichte
Die Stadt hatte im Verlauf ihrer Geschichte mehrere Namen. Die erste europäische Besiedlung fand ca. 1830 statt. Zu diesem Zeitpunkt hieß der Ort Urubu, dann Porto dos Urubu und danach Monte Alegre. 
Um 1900 siedelten Kapuziner und Franziskaner auf dem Gebiet der Stadt und nannten den Ort „Monte Alegre“. Durch das Lei Estadual Nr. 921 vom 5. April 1931 wurde der Ort zum Vila de Monte Alegre erhoben und bildete einen Distrikt im Munizip Codó. Durch das Dekret Nr. 832 vom 3. Juni 1935 erhielt der Ort als Município de Monte Alegre Stadtrechte und wurde aus Codó ausgegliedert. 1943 bekam „Timbiras“ seinen heutigen Namen nach dem Stamm der indigenen Timbiras, der die Region besiedelte.

## Kommunalverwaltung
Die Exekutive liegt bei dem Stadtpräfekten (Bürgermeister). Bei der Kommunalwahl 2016 wurde Antonio Borba Lima  des Partido da Social Democracia Brasileira (PSDB) zum Stadtpräfekten für die Amtszeit von 2017 bis 2020 gewählt.
Die Legislative liegt bei einem 11-köpfigen gewählten Stadtrat, den vereadores der Câmara Municipal.

## Bevölkerungsentwicklung
| Jahr | Einwohner | Stadt  | Land   |
| --- | --------- | ------ | ------ |
| 1991 | 22.960    | 7.815  | 15.145 |
| 2000 | 26.401    | 13.954 | 12.447 |
| 2010 | 27.997    | 17.471 | 10.526 |
| 2020 | 29.183    | ?      | ?      |
| Hier fehlt eine Grafik, die leider im Moment aus technischen Gründen nicht angezeigt werden kann. Wir arbeiten daran! |           |        |        |

Quelle: IBGE (2011)

## Wirtschaft
- Palmen-Produkte (Früchte, Öl, Seife, Viehfutter, Holz, Kohle);
- Reis, Mais, Bohnen, Kürbis, Süßkartoffeln, Maniok;
- weniger: Zuckerrohr, Bananen, Zitronen, Orangen;
- Viehzucht, Fischzucht

## Infrastruktur
Bank, Energieversorgung; Schulen, Kindergärten, Bibliothek; Sozialzentrum, Krankenhaus, Zahnärztliches Zentrum, 5 Gesundheits-Stationen, Apotheken; Fußball-Stadion.

## Analphabetenquote
Timbiras hatte 1991 eine Analphabetenquote von 73,7 % inklusive Grundschulabbrecher, die sich bei der Volkszählung 2010 bereits auf 48,8 % reduziert hatte. Rund 33,6 % der Bevölkerung waren 2010 Kinder und Jugendliche bis 15 Jahre.
| Analphabetenquote | Analphabetenquote | Analphabetenquote | Analphabetenquote | Analphabetenquote |
| ----------------- | ----------------- | ----------------- | ----------------- | ----------------- |
| Jahr              |                   |                   |                   | Prozent           |
| 1991              | 1991              |                   | 73,73             | 73,73             |
| 2000              | 2000              |                   | 57,80             | 57,80             |
| 2010              | 2010              |                   | 48,79             | 48,79             |
|                   |                   |                   |                   |                   |

## Ethnische Zusammensetzung
Ethnische Gruppen nach der statistischen Einteilung des IBGE (Stand 2000 mit 26.401 Einwohnern, Stand 2010 mit 27.997 Einwohnern): Von diesen lebten 2010 17.471 Einwohner im städtischen Bereich und 10.526 im ländlichen Raum des Cerrado.
| Gruppe      | Anteil 2000 | Anteil 2010 | Anmerkung                        |
| ----------- | ----------- | ----------- | -------------------------------- |
| Pardos      | 18.750      | ▲ 19.576    | Mischrassige, Mulatten, Mestizen |
| Brancos     | 5.220       | ▼ 4.385     | Weiße, Nachfahren von Europäern  |
| Pretos      | 2.152       | ▲ 3.949     | Schwarze                         |
| Amarelos    | 0           | ▲ 87        | Asiaten                          |
| Indígenas   | 16          | ▼ 0         | indigene Bevölkerung             |
| ohne Angabe | 263         | –           |                                  |

## Kultur
- 24. Juni: São João
- 31. August: São Raimundo Nonato
- 22. Oktober: Nossa Senhora dos Remedios

### Religion
Der überwiegende Teil der Bevölkerung ist katholisch. Außerdem gibt es protestantische Freikirchen und traditionelle Kulte.